# Дикинсон, Харрис
Ха́ррис Ди́кинсон (англ. Harris Dickinson; род. 24 июня 1996) — британский актёр.

## Биография
Дикинсон родился и вырос в Лейтонстоуне, Лондон. Он является младшим из четырёх детей в семье.
Харрис бросил школу в возрасте 17 лет, после чего рассматривал карьеру морского пехотинца, однако преподаватель актёрского мастерства убедил его вернуться в театр.
Дикинсон начинал карьеру с короткометражных фильмов, которые поставил по собственному сценарию. Он также имел небольшие роли на телевидении, появившись в сериале «Девчонки» (2014) и телефильме «Дом» (2016).
Прорывом Дикинсона стала главная роль в независимой драме Элизы Хиттман «Пляжные крысы» (2017), за которую он получил премию Лондонского круга кинокритиков, а также номинации на премии «Готэм» и «Независимый дух». В том же году он появился с ролями в сериалах «Безмолвный свидетель» и «Клика». В 2018 году Харрис исполнил роль Джона Пола Гетти III в первом сезоне сериала-антологии «Траст», а также имел роли в фильмах «Открытки из Лондона» и «Тёмные отражения». В 2019 году он исполнил роль принца Филлипа «Малефисента: Владычица тьмы», а также имел небольшую роль в фильме Ксавье Долана «Маттиас и Максим».
В 2020 году Харрис исполнил главную роль в боевике «King’s Man: Начало», приквеле франшизы «Kingsman». Он также появился в драме «Сувенир: Часть 2» режиссёра Джоанны Хогг, продолжении фильма «Сувенир».
В 2021 году Харрис также сыграл главную роль в драмеди «Треугольник печали», удостоенном Золотой пальмовой ветви в 2022 году. Его герой, фотомодель Карл, попадает в роскошный круиз, но яхта терпит крушение и он, в числе других гостей, вынужден выживать на необитаемом острове.

## Фильмография

### Кино
| Год  | Русское название            | Оригинальное название        | Роль             | Примечания                                            |
| ---- | --------------------------- | ---------------------------- | ---------------- | ----------------------------------------------------- |
| 2013 |                             | Who Cares                    | N/A              | Режиссёр, сценарист и монтажёр Короткометражный фильм |
| 2014 |                             | Surface                      | N/A              | Режиссёр и сценарист Короткометражный фильм           |
| 2014 |                             | Battle Lines                 | Стэнли           | Короткометражный фильм                                |
| 2015 |                             | Drop                         | N/A              | Режиссёр и сценарист Короткометражный фильм           |
| 2017 | Пляжные крысы               | Beach Rats                   | Фрэнки           |                                                       |
| 2017 |                             | Morning Blues                | N/A              | Короткометражный фильм                                |
| 2018 | Открытки из Лондона         | Postcards from London        | Джим             |                                                       |
| 2018 | Тёмные отражения            | The Darkest Minds            | Лиам Стюарт      |                                                       |
| 2019 | Границы округа              | County Lines                 | Саймон           |                                                       |
| 2019 | Малефисента: Владычица тьмы | Maleficent: Mistress of Evil | принц Филлип     |                                                       |
| 2019 | Маттиас и Максим            | Matthias & Maxime            | Макэфи           |                                                       |
| 2019 | Овёс и ячмень               | Oats & Barley                | Том              | короткометражный фильм                                |
| 2021 | Kingsman: Начало            | The King’s Man               | Конрад           |                                                       |
| 2021 | Сувенир: Часть 2            | The Souvenir Part II         | Пит              |                                                       |
| 2022 | Там, где раки поют          | Where the Crawdads Sing      | Чейз Эндрюс      |                                                       |
| 2022 | Треугольник печали          | Triangle of Sadness          | Карл             |                                                       |
| 2022 | Смотрите, как они бегут     | See How They Run             | Ричард Аттенборо |                                                       |
| 2023 | Железный коготь             | The Iron Claw                | Дэвид фон Эрих   |                                                       |
| 2023 | Задира                      | Scrapper                     | Джейсон          |                                                       |
| 2024 | Плохая девочка              | Babygirl                     | Сэмюэл           |                                                       |
| 2024 | Блиц                        | Blitz                        | Джек             |                                                       |
| 2028 | Будущий фильм Сэма Мендеса  | Untitled John Lennon film    | Джон Леннон      |                                                       |

### Телевидение
| Год  | Русское название                     | Оригинальное название               | Роль                  | Примечания                             |
| ---- | ------------------------------------ | ----------------------------------- | --------------------- | -------------------------------------- |
| 2014 | Девчонки                             | Some Girls                          | Тонка                 | Гостевая роль, 2 эпизода               |
| 2016 | Дом                                  | Home                                | П. К. Белл            | Телевизионный фильм                    |
| 2017 | Безмолвный свидетель                 | Silent Witness                      | Аарон Логан           | Гостевая роль, 2 эпизода               |
| 2017 | Клика                                | Clique                              | Сэм                   | Повторяющаяся роль, 4 эпизода          |
| 2018 | Траст                                | Trust                               | Джон Пол Гетти III    | Регулярная роль, 10 эпизодов (1 сезон) |
| 2019 | Тёмный кристалл: Эпоха сопротивления | The Dark Crystal: Age of Resistance | Гурджин (озвучивание) | Регулярная роль, 8 эпизодов            |
| 2023 | Убийство на краю света               | A Murder at the End of the World    | Билл                  | мини-сериал                            |

## Награды и номинации
| Год  | Ассоциация                                    | Категория                                  | Работа        | Результат |
| ---- | --------------------------------------------- | ------------------------------------------ | ------------- | --------- |
| 2017 | Премия «Готэм»                                | Актёрский прорыв                           | Пляжные крысы | Номинация |
| 2018 | Премия «CinEuphoria»                          | Лучший актёр                               | Пляжные крысы | Победа    |
| 2018 | Премия «Дориан»                               | Восходящая звезда года                     | Пляжные крысы | Номинация |
| 2018 | Премия Лондонского круга кинокритиков         | Молодой британский / ирландский актёр года | Пляжные крысы | Победа    |
| 2018 | Кинопремия «Evening Standard»                 | Лучший актёр                               | Пляжные крысы | Номинация |
| 2018 | Ассоциация онлайн-критиков кино и телевидения | Актёрский прорыв среди мужчин              | Пляжные крысы | Номинация |
| 2018 | Премия «Независимый дух»                      | Лучшая мужская роль                        | Пляжные крысы | Номинация |